# Dimensionnement
En construction et dans différents domaines de la mécanique, le dimensionnement est  l'étape qui consiste à donner les dimensions physiques les plus appropriées à une chose en considération d'aspects techniques, économiques ou réglementaires (etc.) particuliers.

## Dans le domaine de la construction des bâtiments
- Mise en œuvre et dimensionnement d'une semelle de fondation
- Dimensionnement d'un dallage

## Assainissement
- Dimensionnement d'une fosse septique
- Dimensionnement des infrastructures pour les heures de pointe
- Dimensionnement d'un réseau unitaire d'assainissement

## Construction de voirie
- Dimensionnement d'une structure de chaussée routière
- Méthode française de dimensionnement des chaussées